# Pāchū
Pāchū (巴球?)è un kata di karate, che letteralmente significa La Spire del Drago Danzante o Il drago gioca con i Tomoe.
Questo kata ha un'origine poco chiara, ma indica un certo stile sud chuan fa. 
Il Pāchū è stato introdotto nel karate attraverso lo stile Ryūei-ryū da un membro della famiglia Nakaima, visto che era praticamente uno stile di famiglia, con scarsa influenza della scuola di Okinawa. 
Questo kata è strettamente legato agli altri kata appartenenti al Ryūei-ryū, come l'Heiku (ヘイクー?) o Tigre Nera e il Paiku (パイクー?) o Tigre Bianca; tra queste forme si può creare una serie o sequenza di kata.

## Caratteristiche
Pachu Kata ha delle tecniche per controllare l'energia e l'avversario (uke waza).